# Изучение унаследованного языка
Изучение (усвоение) унаследованного языка (усвоение домашнего, обиходного языка, англ. heritage language acquisition или heritage language learning) — это естественное усвоение ребёнком языка семейного или малого этнического окружения в качестве первого языка (L1), обычно осуществляющееся в условиях доминирования в обществе другого языка. Согласно распространенному определению Гуадалупе Вальдес (2000), «унаследованный язык» — это выучиваемый человеком естественным образом в домашних условиях язык меньшинства, постепенно уступающий доминирующему языку своё место в коммуникативном поведении носителя по мере социализации и расширения круга общественных контактов. Носитель такого «унаследованного языка» постепенно становится более компетентным в языке большинства и в итоге чувствует себя более приспособленным к коммуникации на этом последнем. Можно определить унаследованный язык как родной, но утративший динамику становления в силу недостаточности фундамента и поэтому в той или иной степени лимитированный в своих коммуникативных возможностях. Мария Полински и Ольга Каган (2007) говорят о континууме  владения домашним языком — от свободного до крайне ограниченного. 
Усвоение унаследованного языка отличается от других типов усвоения языка, например в работе Kagan & Dillon 2003 продемонстрированы отличия между студентами с унаследованным и иностранным русским языком.
| Язык                     | Родной                         | Иностранный                                | Унаследованный                  |
| ------------------------ | ------------------------------ | ------------------------------------------ | ------------------------------- |
| L1 или L2 (возраст)      | L1 (детский)                   | L2 (после того как был усвоен родной язык) | L1/L2? (детский)                |
| Контакт с целевым языком | Полноценное языковое окружение | Вне языкового окружения                    | Ограниченное языковое окружение |